# Näuronjaure
Näuronjaure är en sjö i Vilhelmina kommun i Lappland och ingår i Ångermanälvens huvudavrinningsområde. Sjön har en area på 0,679 kvadratkilometer och ligger 665,1 meter över havet. Sjön avvattnas av vattendraget Nävronjukke.

## Delavrinningsområde
Näuronjaure ingår i det delavrinningsområde (722975-146129) som SMHI kallar för Mynnar i Gikasjön. Medelhöjden är 819 meter över havet och ytan är 34,75 kvadratkilometer. Det finns inga avrinningsområden uppströms utan avrinningsområdet är högsta punkten. Nävronjukke som avvattnar avrinningsområdet har biflödesordning 2, vilket innebär att vattnet flödar genom totalt 2 vattendrag innan det når havet efter 379 kilometer. Avrinningsområdet består mestadels av skog (42 procent) och kalfjäll (56 procent). Avrinningsområdet har 0,72 kvadratkilometer vattenytor vilket ger det en sjöprocent på 2,1 procent.